# Bougainvillia prolifera
Bougainvillia prolifera är en nässeldjursart som först beskrevs av von Lendenfeld 1884.  Bougainvillia prolifera ingår i släktet Bougainvillia och familjen Bougainvilliidae. Inga underarter finns listade i Catalogue of Life.